# Conservatório de Música de Genebra
O Conservatório de Música de Genebra, Suíça, é um dos edifícios importantes que se encontram na Praça Nova. 

François Bartholoni financeiro melómano genebrino oferece o conservatório à cidade em 1835 . Durante os primeiros anos o instituto conta entre os seus professores com  Franz Liszt e posteriormente com músicos célebres como Hugo de Senger, Jaques-Dalcroze, Ernest Bloch, Henri Marteau ou Ernest Ansermet .
Construção de estilo bizantino e decorado com musas e divindades antigas. Actualmente, e depois da sua ampliação em 1920 com duas alas laterais, compreende uma sala de concertos, uma sala para audições e variadas salas de cursos .